# Safonovo (Murmansk oblast)
Safonovo (russisk: Сафоново) er en by i Murmansk oblast i det nordvestlige Rusland på 4.853 indbyggere (2002). Byen er opkaldt efter den sovjetiske krigspilot Boris Safonov som modtog æresbevisningen Ruslands helt.